# Cirkels van Malfatti

Constructie van de cirkels van Malfatti

De cirkels van Malfatti zijn drie cirkels in een driehoek die elk de twee andere cirkels uitwendig raken en elk raken aan twee zijden van de driehoek.

## Geschiedenis
De cirkels van Malfatti werden in 1803 door Gianfrancesco Malfatti voorgesteld als oplossing voor een door hemzelf geformuleerd probleem, het probleem van Malfatti of marmerprobleem: Hoe kunnen drie marmeren schijfjes met maximale oppervlakte gehaald worden uit een driehoekig stuk marmer; anders gezegd: teken drie niet-overlappende cirkels in een driehoek zodanig dat de gezamenlijke oppervlakte van die cirkels maximaal is. In 1930 werd aangetoond dat deze "cirkels van Malfatti" niet altijd de beste oplossing zijn, en in 1967 zelfs dat ze nooit de beste oplossing zijn. De werkelijke oplossing van het probleem werd pas in 1992 gegeven door V.A. Zalgaller en G.A. Los.

## Constructie
De volgende constructie is afkomstig van Jakob Steiner.
1. Construeer het middelpunt van de ingeschreven cirkel van ABC, en de ingeschreven cirkels van ABI, ACI en BCI.
2. Elk tweetal van deze cirkels heeft een gezamenlijke raaklijn die gaat door het raakpunt van de derde cirkel met de betreffende zijde van ABC. Construeer deze gezamenlijke raaklijnen.
3. Deze drie raaklijnen gaan door een gemeenschappelijk punt P.
4. Dit punt P, de raakpunten van de drie ingeschreven cirkels met de zijden van ABC en de hoekpunten van ABC zijn nu de hoekpunten van drie raaklijnenvierhoeken. De ingeschreven cirkels hiervan zijn de cirkels van Malfatti.

## Straal
De straal van de cirkel van Malfatti die raakt aan AB en AC is gelijk aan
{\displaystyle r_{A}={\frac {r}{-a+b+c}}(s-r-(-IA+IB+IC))}
waar r en I de straal en het middelpunt zijn van de ingeschreven cirkel. De andere stralen zijn op soortgelijke wijze te bepalen.

## Eigenschappen
- De driehoek van onderlinge raakpunten van de cirkels van Malfatti zijn perspectief met ABC. Het perspectiviteitscentrum heet het eerste punt van Ajima-Malfatti, kimberlingnummer X(179). Trilineaire coördinaten voor dit punt zijn

{\displaystyle \left(\sec ^{4}{\frac {\alpha }{4}}:\sec ^{4}{\frac {\beta }{4}}:\sec ^{4}{\frac {\gamma }{4}}\right).}
- De driehoek van onderlinge raakpunten van de cirkels van Malfatti is ook perspectief met de driehoek van de middelpunten van de aangeschreven cirkels. Dit punt heet het tweede punt van Ajima-Malfatti, kimberlingnummer X(179).